# オーソリティ (競走馬)
オーソリティ（欧字名: Authority、2017年2月12日 - ）は、日本の競走馬。主な勝ち鞍は2020年の青葉賞、2020年・2021年のアルゼンチン共和国杯連覇、2022年のネオムターフカップ。
馬名の意味は、「権威、威信」。クラシック三冠を達成した父のような活躍を願って。

## 戦績

### デビュー前
2017年2月12日、北海道安平町のノーザンファームで誕生。シルクレーシングにて総額4000万円（一口8万円×500口）で募集された。

### 2歳 (2019年)
美浦の木村哲也厩舎に入厩。7月7日に函館で行われた2歳新馬戦で池添謙一を背にデビューを果たすと、1番人気の支持に応えてデビュー戦を勝利した。
続く芙蓉ステークスでも1番人気に推されると、レースでは4番手追走から直線で力強く伸びて快勝。デビュー2連勝とした。

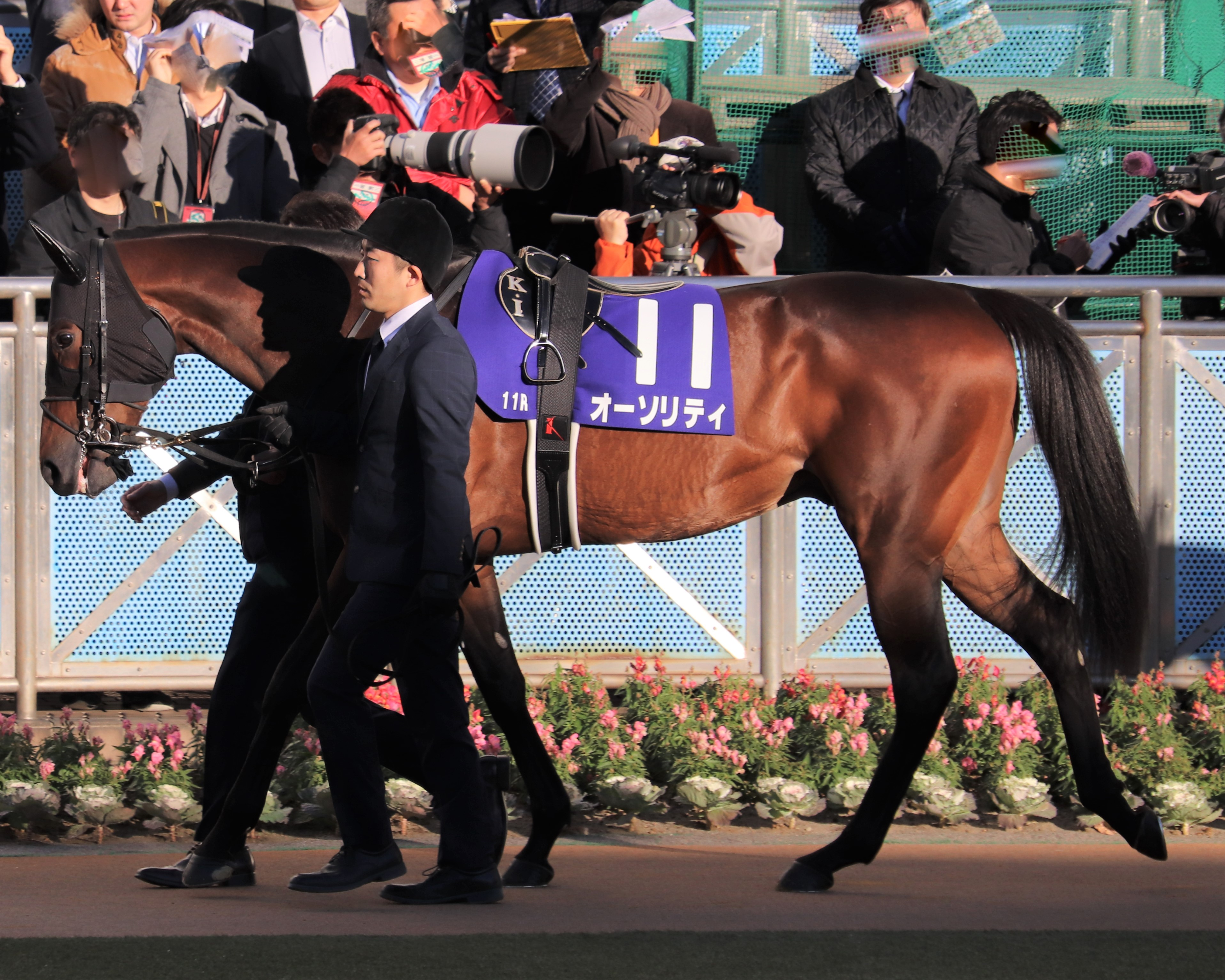
ホープフルステークスのパドックを周回

重賞初挑戦となったホープフルステークス（GI）では東京スポーツ杯2歳ステークスをレコード勝ちしたコントレイル等が集まった中、4番人気の支持を受けた。レースでは最初の直線で他馬に挟まれるアクシデントがあり、最後の直線も後方から追い上げたものの、最終的には5着と何とか掲示板を確保するにとどまった。

### 3歳 (2020年)
3歳始動戦には弥生賞ディープインパクト記念を選択。鞍上にライル・ヒューイットソンを迎え、3番人気で臨んだレース本番、先行して直線でも粘ったが、最後はサトノフラッグ、ワーケアに交わされ3着に敗れた。
優先出走権を得ていた皐月賞は回避し、ダービートライアルの青葉賞に出走。鞍上は前走に続きヒューイットソンが務めた。ここでも3番人気になると、レースでは最後の直線で進路を外に切り替えると、ゴール直前で先頭に立ちそのまま優勝。レースレコード勝ちで重賞初制覇と共に、日本ダービーの優先出走権を獲得した。鞍上のヒューイットソンは短期免許期間の最終週で重賞2勝目を飾った。
しかし、レースの7日後に骨折が判明、全治3か月の診断となったため、優先出走権を獲得した日本ダービー出走を取り止めることになり、休養入りとなった。半年の休養明けを12キロ増で挑んだアルゼンチン共和国杯では3番手からレースを進め、2着の6番人気ラストドラフトに1馬身半差をつけ重賞2勝目を果たした。次走は有馬記念に川田将雅鞍上で出走、道中2番手でレースを進めるも14着と初の二桁着順に沈む（詳細は第65回有馬記念を参照）。

### 4歳（2021年）
4歳初戦はダイヤモンドステークスに出走、川田が再び騎乗し、1番人気に推される。好位でレースを進め、直線抜け出すもグロンディオーズにクビ差差し切られ2着に敗れたが、後続には5馬身差をつけた。続く天皇賞（春）は中団から今ひとつに伸びきれず10着に敗れた。その後、左脛骨の骨折が判明、半年以上の休養を取ることになった。
7月29日付で木村の調教停止処分に伴い、岩戸孝樹厩舎に転厩した。11月1日付で木村の調教停止処分終了に伴い、木村哲也厩舎に再転厩した。岩戸孝樹厩舎所属時はレースへの出走はなかった。
骨折明け、6か月ぶりとなったアルゼンチン共和国杯はトップハンデの57.5kgを背負ってのレースとなったが、好位につけると直線で後続に差をつけ、マイネルウィルトスに2馬身半差をつけて1着、アルゼンチン共和国杯連覇を達成し、重賞3勝目を挙げた。中2週で臨んだジャパンカップはコントレイル（牡4）、シャフリヤール（牡3）、ワグネリアン（牡6）およびマカヒキ（牡8）と4世代のダービー馬が出走し、外国馬3頭などフルゲートとなる18頭でのレースとなった。1コーナーで各馬が殺到し、接触しながらも5番手を確保。最後の直線では残り300mで一旦先頭に立ち、このレースで引退となるコントレイルには屈したが、それから2馬身差の2着となった。

### 5歳（2022年）
5歳の初戦としてサウジアラビアで行われるサウジカップデーの競走のひとつ、ネオムターフカップに登録された。現地時間26日に行われたこの競走にはルメールとともに出走し、レースが始まると先手を確保し、そのまま2着馬カスパーに1馬身1/4差をつけて逃げ切って優勝した。
続いて海外連勝を目指し、ドバイのメイダン競馬場で開催されるドバイシーマクラシックに出走した。前走に続いて先頭を進みレースをコントロールしたが、最終直線でシャフリヤール、ユビアーに差され3着に敗れた。
帰国したオーソリティは宝塚記念に出走したが、馬場入場後に右前肢跛行を発症したため競走除外となった。その4日後の6月30日、右第3中手骨骨折が判明し、三度長期休養に入ることとなった。

### 6歳（2023年）
8月6日に札幌競馬場で行われたエルムステークスで1年4か月ぶりに実戦復帰したが、12着と大敗。レース数日後のエコー検査で左前脚の種子骨靱帯に重度の損傷が判明し、競走能力喪失と診断された。8月25日に所有するシルクホースクラブにより現役を引退し、2024年より北海道新冠町の優駿スタリオンステーションで種牡馬入りすることが発表された。翌26日、JRAの競走馬登録を抹消された。

### 引退後
優駿スタリオンステーションでの種牡馬入りと発表されたものの、その後入厩が確認されず動向はしばらく不明であった。
2024年10月23日に引退競走馬としてノーザンホースパークへの入厩が発表された。

## 競走成績
以下の内容はnetkeiba.com、サカブジョッキークラブ、Racing Postの情報に基づく。
| 競走日     | 競馬場   | 競走名             | 格   | 距離（馬場）  | 頭 数 | 枠 番 | 馬 番 | オッズ （人気） | 着順 | タイム （上り3F） | 着差        | 騎手                | 斤量 [kg] | 1着馬（2着馬）         | 馬体重 [kg] |
| ---------- | -------- | ------------------ | ---- | ------------- | ----- | ----- | ----- | --------------- | ---- | ----------------- | ----------- | ------------------- | --------- | ---------------------- | ----------- |
| 2019.07.07 | 函館     | 2歳新馬            |      | 芝1800m（良） | 10    | 6     | 6     | 001.30（1人）   | 01着 | R1:54.9（34.5）   | -0.0        | 0池添謙一           | 54        | （ブラックホール）     | 494         |
| 0000.09.22 | 中山     | 芙蓉S              | OP   | 芝2000m（良） | 6     | 4     | 4     | 002.00（1人）   | 01着 | R2:02.9（33.8）   | -0.4        | 0池添謙一           | 54        | （ウインカーネリアン） | 498         |
| 0000.12.28 | 中山     | ホープフルS        | GI   | 芝2000m（良） | 13    | 7     | 11    | 007.20（4人）   | 05着 | R2:02.2（36.3）   | -0.8        | 0池添謙一           | 55        | コントレイル           | 508         |
| 2020.03.08 | 中山     | 弥生賞ディープ記念 | GII  | 芝2000m（重） | 11    | 8     | 10    | 003.90（3人）   | 03着 | R2:03.3（36.9）   | -0.4        | 0L.ヒューイットソン | 56        | サトノフラッグ         | 506         |
| 0000.05.02 | 東京     | 青葉賞             | GII  | 芝2400m（良） | 18    | 2     | 3     | 004.30（3人）   | 01着 | R2:23.0（34.1）   | -0.0        | 0L.ヒューイットソン | 56        | （ヴァルコス）         | 500         |
| 0000.11.08 | 東京     | AR共和国杯         | GII  | 芝2500m（良） | 18    | 8     | 18    | 005.30（3人）   | 01着 | R2:31.6（34.6）   | -0.2        | 0C.ルメール         | 54        | （ラストドラフト）     | 512         |
| 0000.12.27 | 中山     | 有馬記念           | GI   | 芝2500m（良） | 16    | 6     | 12    | 020.30（7人）   | 14着 | R2:37.0（38.2）   | -2.0        | 0川田将雅           | 55        | クロノジェネシス       | 514         |
| 2021.02.20 | 東京     | ダイヤモンドS      | GIII | 芝3400m（良） | 16    | 2     | 3     | 002.90（1人）   | 02着 | R3:31.2（34.8）   | -0.0        | 0川田将雅           | 56        | グロンディオーズ       | 510         |
| 0000.05.02 | 阪神     | 天皇賞（春）       | GI   | 芝3200m（良） | 17    | 8     | 17    | 012.20（6人）   | 10着 | R3:16.7（38.4）   | -2.0        | 0川田将雅           | 58        | ワールドプレミア       | 506         |
| 0000.11.07 | 東京     | AR共和国杯         | GII  | 芝2500m（良） | 15    | 6     | 10    | 003.00（1人）   | 01着 | R2:32.4（33.9）   | -0.4        | 0C.ルメール         | 57.5      | （マイネルウィルトス） | 518         |
| 0000.11.28 | 東京     | ジャパンC          | GI   | 芝2400m（良） | 18    | 4     | 7     | 007.10（3人）   | 02着 | R2:25.0（34.4）   | -0.3        | 0C.ルメール         | 57        | コントレイル           | 520         |
| 2022.02.26 | KAA      | ネオムターフC      | G3   | 芝2100m（良） | 14    | 2     | 2     | 003.00（1人）   | 01着 | R2:06.72          | -0.21       | 0C.ルメール         | 57        | （Kaspar）             | 計不        |
| 00000.3.26 | メイダン | ドバイSC           | G1   | 芝2410m（良） | 15    | 10    | 1     | 004.70（2人）   | 03着 |                   | （3/4馬身） | 0C.ルメール         | 57        | Shahryar               | 計不        |
| 0000.06.26 | 阪神     | 宝塚記念           | GI   | 芝2200m（良） | 17    | 1     | 1     |                 | 除外 |                   |             | 0C.ルメール         | 58        | タイトルホルダー       | 516         |
| 2023.08.06 | 札幌     | エルムS            | GIII | ダ1700m（不） | 14    | 4     | 5     | 005.30（2人）   | 12着 | R1:45.0（38.2）   | -2.2        | 0C.ルメール         | 58        | セキフウ               | 528         |

- 海外の枠番はゲート番
- サウジアラビアのオッズ・人気はRacing Postのもの（日本式のオッズ表記とした）

## 血統表
| オーソリティの血統                       | オーソリティの血統                                                                                                   | オーソリティの血統                                                                                                   | （血統表の出典） | （血統表の出典）    |
| 父系                                     | サンデーサイレンス系                                                                                                 | サンデーサイレンス系                                                                                                 | サンデーサイレンス系                                                                                                 | [ § 2 ]             |
| 父 オルフェーヴル 2008 栗毛 北海道白老町 | 父の父ステイゴールド 1994 黒鹿毛                                                                                     | *サンデーサイレンス                                                                                                  | Halo | Halo                |
| 父 オルフェーヴル 2008 栗毛 北海道白老町 | 父の父ステイゴールド 1994 黒鹿毛                                                                                     | *サンデーサイレンス                                                                                                  | Wishing Well |                     |
| 父 オルフェーヴル 2008 栗毛 北海道白老町 | 父の父ステイゴールド 1994 黒鹿毛                                                                                     | ゴールデンサッシュ                                                                                                   | *ディクタス | *ディクタス         |
| 父 オルフェーヴル 2008 栗毛 北海道白老町 | 父の父ステイゴールド 1994 黒鹿毛                                                                                     | ゴールデンサッシュ                                                                                                   | ダイナサッシュ |                     |
| 父 オルフェーヴル 2008 栗毛 北海道白老町 | 父の母オリエンタルアート 1997 栗毛                                                                                   | メジロマックイーン                                                                                                   | メジロティターン | メジロティターン    |
| 父 オルフェーヴル 2008 栗毛 北海道白老町 | 父の母オリエンタルアート 1997 栗毛                                                                                   | メジロマックイーン                                                                                                   | メジロオーロラ |                     |
| 父 オルフェーヴル 2008 栗毛 北海道白老町 | 父の母オリエンタルアート 1997 栗毛                                                                                   | エレクトロアート | *ノーザンテースト | *ノーザンテースト   |
| 父 オルフェーヴル 2008 栗毛 北海道白老町 | 父の母オリエンタルアート 1997 栗毛                                                                                   | エレクトロアート | *グランマスティーヴンス                                                                                              |                     |
| 母 ロザリンド 2011 黒鹿毛 北海道安平町   | 母の父*シンボリクリスエス 1999 黒鹿毛                                                                                | Kris S. | Roberto | Roberto             |
| 母 ロザリンド 2011 黒鹿毛 北海道安平町   | 母の父*シンボリクリスエス 1999 黒鹿毛                                                                                | Kris S. | Sharp Queen |                     |
| 母 ロザリンド 2011 黒鹿毛 北海道安平町   | 母の父*シンボリクリスエス 1999 黒鹿毛                                                                                | Tee Kay | Gold Meridian | Gold Meridian       |
| 母 ロザリンド 2011 黒鹿毛 北海道安平町   | 母の父*シンボリクリスエス 1999 黒鹿毛                                                                                | Tee Kay | Tri Argo |                     |
| 母 ロザリンド 2011 黒鹿毛 北海道安平町   | 母の母シーザリオ 2002 青毛                                                                                           | スペシャルウィーク                                                                                                   | *サンデーサイレンス                                                                                                  | *サンデーサイレンス |
| 母 ロザリンド 2011 黒鹿毛 北海道安平町   | 母の母シーザリオ 2002 青毛                                                                                           | スペシャルウィーク                                                                                                   | キャンペンガール |                     |
| 母 ロザリンド 2011 黒鹿毛 北海道安平町   | 母の母シーザリオ 2002 青毛                                                                                           | *キロフプリミエール                                                                                                  | Sadler's Wells | Sadler's Wells      |
| 母 ロザリンド 2011 黒鹿毛 北海道安平町   | 母の母シーザリオ 2002 青毛                                                                                           | *キロフプリミエール                                                                                                  | Querida |                     |
| 母系(F-No.)                              | (FN:16-a) | (FN:16-a) | (FN:16-a) | [ § 3 ]             |
| 5代内の近親交配                          | サンデーサイレンス 3×4=18.75%、Northern Dancer5×5=6.25%、Hail to Reason5×5=6.25%、ノーザンテースト 5･4（父内）=9.38% | サンデーサイレンス 3×4=18.75%、Northern Dancer5×5=6.25%、Hail to Reason5×5=6.25%、ノーザンテースト 5･4（父内）=9.38% | サンデーサイレンス 3×4=18.75%、Northern Dancer5×5=6.25%、Hail to Reason5×5=6.25%、ノーザンテースト 5･4（父内）=9.38% | [ § 4 ]             |
| 出典                                     | 1. 2. 3. 4. | 1. 2. 3. 4. | 1. 2. 3. 4. | 1. 2. 3. 4.         |

- 母ロザリンドは通算6戦0勝[31]。全兄にエピファネイア（菊花賞、ジャパンカップ）、半弟にリオンディーズ（朝日杯フューチュリティステークス）、サートゥルナーリア（ホープフルステークス、皐月賞）といったGI馬がいる[32][33][34]。
- 2代母シーザリオは優駿牝馬（GI）、アメリカンオークス（G1）などに優勝し、通算6戦5勝。2005年度JRA賞最優秀３歳牝馬・最優秀父内国産馬[35]。